# Provinz Sefrou
Sefrou (arabisch إقليم صفرو, tamazight ⵜⴰⵙⴳⴰ ⵏ ⵚⴼⵕⵓ Tasga n Ṣfṛu) ist eine Provinz  in Marokko. Sie gehört seit der Verwaltungsreform von 2015 zur Region Fès-Meknès (davor Fès-Boulemane) und liegt im Zentrum des Landes südlich von Fès, im Vorland des Mittleren Atlas. Die Provinz hat 259.577 Einwohner (2004).
Neben der Provinzhauptstadt Sefrou gibt es 23 ländliche Gemeinden in der Provinz. Eine davon ist Laanousser.

## Größte Orte
| Städte und Dörfer      | Einwohner (2. September 1994) | Einwohner (2. September 2004) |
| ---------------------- | ----------------------------- | ----------------------------- |
| Sefrou                 | 54.142                        | 64.006                        |
| Aït Sebaâ Lajrouf      | 15.882                        | 17.400                        |
| Aghbalou Aqorar        | 15.146                        | 15.835                        |
| Ighzrane               | 12.657                        | 11.050                        |
| Aïn Cheggag            | 12.602                        | 15.475                        |
| Imouzzer Kandar        | 11.530                        | 13.745                        |
| El Menzel              | 10.785                        | 11.484                        |
| Bhalil                 | 10.677                        | 11.638                        |
| Bir Tam-Tam            | 10.180                        | 9.714                         |
| Sidi Youssef Ben Ahmed | 9.030                         | 11.292                        |